# Anu (déesse irlandaise)
Pour les articles homonymes, voir Anu.
Anu, aussi connue sous les noms Ana, Anann, Anand ou Anna, est une divinité celtique, principale déesse de l'Irlande pré-chrétienne. Elle est souvent confondue avec Dana, qui pourrait être une autre forme de la même divinité. Son pendant gallois est Dôn.
Citée au Xe siècle dans le Glossaire de Cormac, elle y est appelée « mère des dieux hiberniens ». Elle aurait été une déesse majeure en Irlande pré-chrétienne, par ailleurs appelée « terre d'Ana » dans plusieurs récits et poèmes médiévaux. Elle serait la mère des Tuatha Dé Danann. Tantôt bonne, tantôt mauvaise, elle est adorée dans la province de Munster où deux monts acollés portent le nom de Dá Chích Anann ou Paps of Anu (en), littéralement « les seins d'Anu ». Elle est liée à plusieurs personnages légendaires : elle est notamment l'épouse de Tuireann et mère de ses enfants dans le récit Oidheadh Chloinne Tuireann, ainsi que la grand-mère d'Ecne. Le récit Lebor Gabála Érenn la présente comme la fille d'Ernmas et la sœur de Bodb et Macha, tandis qu'elle est une « femme-poète » ou « femme-druide » selon An Banshenchas et une fée selon la tradition orale de Waterford.
Néanmoins, elle pourrait être à l'origine une déesse locale, adorée seulement dans la province de Munster. L'auteur du Glossaire de Cormac, Cormac mac Cuilennáin, évêque et roi de Munster, aurait pu lui donner une importance disproportionnée. La description qu'il en fait rappelle celle de la déesse gréco-romaine Cybèle.
Plusieurs chercheurs étudient la distinction entre Anu et Dana, qui sont confondues dans certains récits. Selon des recherches récentes, ces deux divinités doivent être distinguées. Le nom Anu a une origine celtique bien attestée, ce qui n'est pas le cas de Dana, dont les formes Danu et Danann sont des constructions modernes. Certains chercheurs penchent en faveur de deux avatars d'une même déesse mère, à des époques différentes ou en des lieux différents : Dana, plus ancienne et d'origine antérieure aux Indo-Européens, liée à des peuples guerriers et conquérants et à des cultes aquatiques, et Anu, dont l'origine celtique est attestée et qui serait plus représentative d'une société d'éleveurs.
Elle a été assimilée à sainte Anne dans la tradition chrétienne, dont le culte s'est maintenu en Bretagne et au pays de Galles méridional.

## Dénomination
Elle est connue sous les noms Anu, Ana, Anna, Anand ou Anann,,,,. Ana est une latinisation de Anu en vieil irlandais, dont le génitif est Anann. Son nom se rapporte à la richesse, : il est lié au vieil irlandais anae, « richesse, prospérité » ou ana, « abondance », au vieux breton anau-, « butin, richesses », au moyen gallois anaw, « richesse » et au gaulois Anavorix. Gilles Boucherit et Philippe Jouët font remonter l'étymologie d'Ana au hittite, la plus ancienne langue indo-européenne écrite, dans laquelle Hanna signifie grand-mère, donnant son nom à la déesse HannaHanna, l'arrière grand-mère ou l'aïeule, puis le mot anna pour mère,. 
Son nom est cité dans le Sanas Cormaic ou Glossaire de Cormac, un document du Xe siècle où elle est présentée comme une déesse, la mater deorum hibernensium, la « mère des dieux hiberniens », de l'ancien nom de l'Irlande, Hibernia,,,. La « terre d'Ana », en irlandais Iath nAnann, est une appellation de l'Irlande qui apparaît fréquemment dans la poésie,,.
Elle est souvent confondue avec une autre déesse mère, Dana ou Danu, avec qui elle pourrait ne former qu'une seule et même divinité,,,, et son pendant gallois est Dôn,,. L'érudit gallois John Rhys l'apparente à une autre figure mythologique galloise, Ána ou Anu.

## Divinité

### Déesse mère de l'Irlande pré-chrétienne

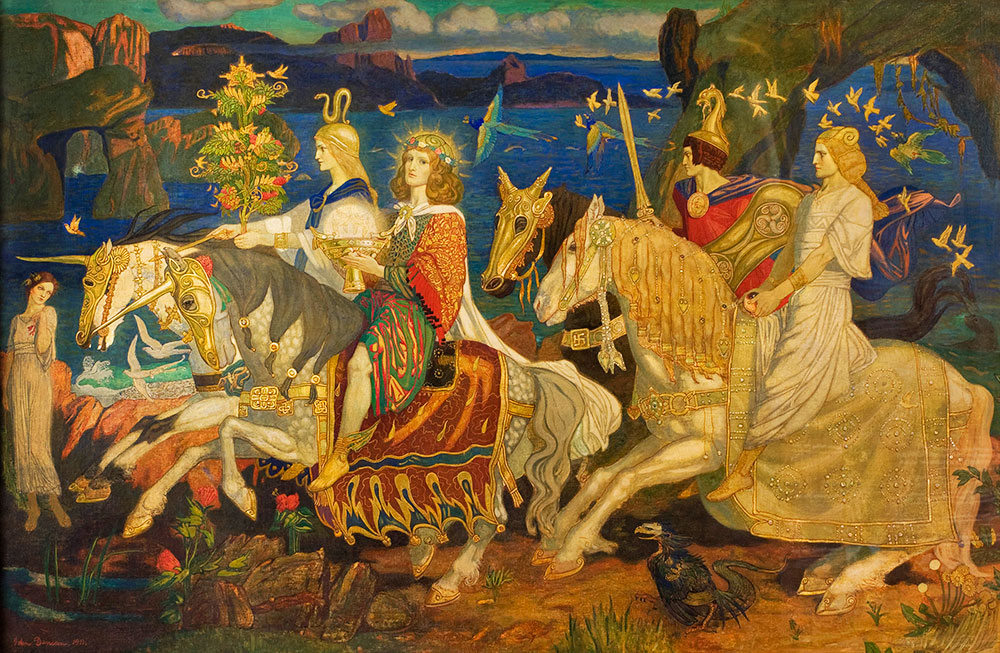
Les Tuatha Dé Danann, John Duncan 1911

Anu est une déesse mère. Selon Claude Sterckx, il existe déjà chez les Celtes de l'Antiquité une divinité connue comme la mère de tous les dieux, di-ana ou Matrona. Anu est la principale déesse de l'Irlande pré-chrétienne et la mère nourricière des Tuatha Dé Danann,. Dans les histoires où elle apparaît, elle peut prendre deux aspects, l'un bon, où elle apporte la prospérité et la fertilité, et l'autre mauvais,. Dans sa forme mauvaise, elle est parfois assimilée à Áine, fée ou déesse de la fertilité et de l'amour, ou à Annis la Noire,.
Dans le récit Oidheadh Chloinne Tuireann (La tragique histoire des enfants de Tuireann), elle est l'épouse de Tuireann et la mère de ses trois fils : Brian (en), Iuchar et Iucharba. Dans ce texte, dont l'histoire originelle pourrait remonter au moins au XIe siècle mais dont les versions les plus anciennes conservées datent du XVIe siècle, elle est confondue avec Dana. Dans certaines versions, la mère de ces trois guerriers est Brigit. Anu est aussi présentée comme la mère et la grand-mère  d'Ecne, une personnification ancienne de la connaissance et de l'éveil spirituel dont Brian, Iuchar et Iucharba sont les trois pères. Dans le récit Lebor Gabála Érenn, elle est présentée comme la fille d'Ernmas et la sœur de Bodb et Macha : 

« Ernmas avait trois autres filles, Badb, Macha, Mórrígu ; et Ana, qui donne son nom aux Seins d'Ana [cícha Anand] en Urluachair, était la septième »Lebor Gabála Érenn, § 338

Dans la tradition orale du comté de Waterford, Anu est connue comme la sœur d'un personnage nommé Cían, tandis que dans An Banshenchas, un récit présentant brièvement des femmes remarquables de l'Irlande, elle est une « femme poète » et une « femme druide ». Le poète contemporain Pádraig Ó Miléadha écrit qu'elle tient une cour féérique à Sean-bhaile Ana ou Seanbhaile Anann, que Claude Sterckx traduit en « Antique cour d'Ana ». Il rapporte que selon la tradition orale, cette cour se tient chaque nuit près de Waterford.

### Culte local
Ana est particulièrement liée à la province de Munster qu'elle aurait rendue prospère,,. Un lieu y porte son nom : Dá Chích Anann, en anglais Paps of Anu (en), littéralement « les seins d'Anu », deux collines en forme de seins à 10 miles à l'est de Killarney dans le Comté de Kerry,,,. Les Dá Chích Anann sont, dans le folklore moderne et contemporain, un lieu de pélerinage et de festivités lors de Beltaine, au début du mois de mai. Ces festivités pourraient être liées aux Tuatha Dé Danann, dont la légende dit qu'ils ont accosté en Irlande pour la première fois en mai.
Selon Mark Williams, il est très probable qu'une déesse nommée Ana ou Anu ait réellement existé dans la tradition irlandaise pré-chrétienne. En revanche, il souligne son absence étonnante des récits et des sagas majeurs du panthéon irlandais, alors qu'elle est présentée comme « la mère de tous les dieux » par Cormac. Patricia Monaghan écrit elle aussi que « aucun récit ne décrit cette supposée déesse de l'abondance ». En s'appuyant sur le Glossaire de Cormac et la légende entourant les Dá Chích Anann, Williams suggère qu'elle aurait pu être une déesse locale, adorée dans la province de Munster mais peu connue voire inconnue dans le reste de l'Irlande. Cormac — par ailleurs roi de Munster — aurait pu lui donner une importance disproportionnée dans son glossaire.

### Construction médiévale d'inspiration classique
Selon Michael Clarke, dont l'hypothèse est reprise par Mark Williams, la description d'Anu dans le Glossaire de Cormac pourrait être fortement inspirée de Cybèle. Cette déesse gréco-romaine, mère des dieux classiques, est connue des intellectuels irlandais du Moyen-Âge grâce aux Etymologiae d'Isidore de Séville, à l'Énéide de Virgile et aux commentaires qui en ont été faits par Servius. Servius dit de Cybèle qu'elle est la mater deorum, la mère des dieux, et Isidore de Séville la décrit en ces termes : 

« Ils imaginaient la Terre et la Grande Mère comme une seule... Elle est appelée la Mère, parce qu'elle donne la vie à de nombreuses choses; Grande, parce qu'elle donne de la nourriture ; Gentiment, parce qu'elle nourrit toutes les choses vivantes avec ses fruits »

— Isidore de Séville, Etymologiae
Clarke souligne la proximité entre cette description et celle de Cormac dans son glossaire, ce qui lui fait penser à une imitation par l'auteur irlandais.

## Anu et Danu

### Hypothèses en faveur d'une même divinité
Anu et Dana sont généralement considérées comme les deux formes d'une seule et même divinité,,,,. Elles sont la déesse mère, génitrice de tous les héros qui forment les Tuatha Dé Danann, « la tribu d'Ana / de Dana »,.
James MacKillop présente Ana comme la forme irlandaise et Dana comme la forme continentale de la déesse, tandis que Claude Sterckx dit qu'elle est « appelée Ana ou Dana en Irlande, Anna ou Dôn en Galles ». Selon certains historiens, la distinction entre ces deux divinités a été créée a posteriori par l'historiographie.
Dans le texte Lebor Gabála Érenn, sur six occurences du nom Ana, une seule fait référence à Dana, : 
« In Mor-rigu, ingen Delbaith mathair na mac aile Dealbaith .i. Brian 7 Iucharba 7
Iuchair: 7 is dia forainm Danand o builead Da Chich Anann for Luachair, 7 obuiled Tuatha De Danann. »
— Lebor Gabála Érenn

« La Morrigu, fille de Delbaeth, était la mère des autres fils de Delbaeth, Brian, Iucharba et Iuchair : et c'est de son autre nom, "Danann", que sont nommés les monts Da Chich Anann et les Tuatha Dé Danann. »

### Hypothèses en faveur de deux déesses distinctes
Des recherches récentes concluent plutôt à une distinction entre Anu et Dana. Pour Bernhard Maier, Danu ou Danann est « une variante du nom, qui désignait à l'origine une figure mythologique différente ». Gilles Boucherit, dans un article où il compare l'origine des noms Ana et Danu, conclue en distinguant les deux déesses, qui représentent selon lui « la même fonction mythologique, mais pas au même moment, pas pour le même type de société ». Philippe Jouët écrit : « on ne peut confondre Dana rivière, conception paléolithique (période I de la tradition) et la déesse Ana ».
Selon Boucherit, Dana n'est pas un nom d'origine celte. Sa forme nominative *Danu, tirée du génitif *Danann, remonterait à l'indo-européen *Donu, probablement le nom d'une divinité des eaux. *Donu a donné leurs noms au Don, au Dniepr, au Donets et au Dniestr, tandis que la racine dan- a donné Danube. Selon Jouët, « Danu est une divinité primordiale des eaux vives ». Mark Williams rejette l'assimilation qui a été faite par certains chercheurs entre Anu et la racine dan-, ou encore la déesse indienne Danu, divinité des eaux, notamment car Anu semble n'avoir aucun lien avec des cultes liés aux cours d'eau.
Contrairement à Dana, Anu apparaît tôt dans les sources celtes, notamment dans le Glossaire de Cormac où elle est nommée mater deorum hibernensium, la mère des dieux irlandais. Mark Williams souligne lui aussi que Danu n'est mentionnée nulle part dans les sources celtes anciennes. Le plus ancien nom qui s'en approche est Donand, avec une évolution en Danann apparue plus tard. Les hypothétiques formes au génitif Donu et Danu, qui suivent la déclinaison irlandaise, sont des reconstructions modernes.
Selon Boucherit, « Danu représente encore une société de guerriers avec leurs divinités, qui envahissent une île, comme dans Cath Maighe Tuireadh. En revanche il y a avec Ana des traits propres à l'élevage, comme l'eau et le lait, qui indiquent que l'évolution est allée plus loin après la bataille, quand l'île est devenue irlandaise. ». Selon Williams, « l'idée que le paganisme irlandais connaissait une matriarche divine nommée Danu ne peut plus être maintenue » et on ne trouve aucune trace de Donand ou Danann dans la tradition pré-chrétienne.

## Christianisation
Anu a été assimilée en sainte Anne dans la tradition chrétienne,. Le culte de sainte Anne  s'est maintenu en Bretagne et elle est fêtée en Armorique comme la « grand-mère de tous les Bretons ». Elle est aussi célébrée à Llanmihangel, dans le comté de Glamorgan au pays de Galles méridional, où une fontaine la représente avec de l'eau sortant de ses seins.